# Небесное созданье
«Небесное созданье» — советский полнометражный кукольный мультипликационный фильм по мотивам спектаклей Центрального театра кукол Сергея Образцова, поставленный им же самим совместно с Георгием Натансоном в 1956 году на киностудиях «Союзмультфильм» и «Мосфильм».
Для Георгия Натансона, посмотревшего в этот же год легендарный спектакль «Необыкновенный концерт», этот мультфильм стал его первой режиссёрской работой. Дебют оказался большой удачей — в 1956 году завоевал первый приз на VIII Международном кинофестивале детских фильмов в Венеции.

## Сюжет
По мотивам спектаклей Центрального театра кукол Сергея Образцова.
Идёт концерт. Конферансье обеспокоен — гвоздь программы, тенор Обожаев пока не приехал. Обожаев ещё дома, и он совсем не спешит, к тому же потерянная запонка и чёрная кошка, перебежавшая дорогу, отнимают у него много времени. Концерт уже подходит к концу, а знаменитости всё нет. Отчаянный конферансье выпускает на сцену дебютанта, певца Птенчикова. Молодое дарование имеет шумный успех. Приехавший, наконец, в театр Обожаев слышит бурные аплодисменты, но они относятся не к нему.

## Создатели
- Сценарий — Сергея Образцова, Евгения Сперанского
- Режиссёры-постановщики — Сергей Образцов, Георгий Натансон
- Операторы — Галина Пышкова, Иосиф Голомб
- Художник — Борис Тузлуков
- Режиссёр-консультант — Григорий Ломидзе
- Консультанты по работе с куклами — С. Самодур, В. Кусов
- Звукооператор — Борис Фильчиков
- Композитор — Григорий Теплицкий
- Ассистент режиссёра — В. Шевелёва
- Ассистент по монтажу — В. Чекан
- Художник-гримёр — Н. Захаров
- Комбинированные съёмки и мультипликация:
  - Оператор — В. Алексеева
  - Художник — С. Зябликов
  - Мультипликаторы: Вячеслав Левандовский, Роман Давыдов, Лев Жданов, Владимир Данилевич
  - Куклы и декорации выполнили: В. Куранов, В. Чернихова, Николай Солнцев, И. Королёва, Олег Масаинов, К. Русанова, Андрей Барт, Александр Дураков, Геннадий Лютинский, А. Филасов, А. Жукова, А. Быховская
  - под руководством главного художника-конструктора — Романа Гурова
  - Кукловоды-артисты государственного центрального театра кукол: С. Самодур, Л. Кусова, В. Кусов, Г. Гжельский, И. Мазинг, В. Жукова, В. Закревский, Е. Синельникова, Н. Меркулова, Ф. Кулешова, Г. Бодрова, М. Петров
- Роли озвучивали: Нина Агапова, Зоя Белая, Мария Виноградова, Виктория Иванова, Тамара Носова, Георгий Нэлепп, Георгий Панков, Ирина Мазинг, Виктория Якушенко, Елена Понсова, Лилия Гриценко, Семён Самодур, Владимир Грибков
- От автора — Сергей Образцов
- Оркестр главного управления по производству фильмов дирижёр — А. Ройтман
- Директор картины — Л. Канарейкина
- Творческая мастерская режиссёра — Г. В. Александрова

## Действующие лица
- Птенчиков — никому не известный певец, кажется, тенор
- Валентин Валерьяныч Обожаев — очень известный певец, конечно, тенор. Заслуживающий внимания артист республики
- Виолетта Ивановна — жена Обожаева
- Аграфена — нянечка
- Аркадий Семёныч Грусничкин — конферансье
- Юлия Юльевна Скрежетова — очень опытный и энергичный концертный администратор, заведующая банькой
- Лев Палыч Быстренький — виолончелист с 50-летним стажем
- Серафима Херувимовна Райская — арфистка
- Харлампий Лукич Самосвалов — очень громкий бас
- Александра Петровна Яровая-Пшеничная — колоратурное сопрано
- Алла Вихревая — исполнительница жанровых песен и арий из оперетт
- Арнольд Петрович Цедуркин — аккомпаниатор на рояле
- Братья Мужчинкины — эксцентрический танец
- Синичкина — дежурная у телефона за кулисами
- Остап Тарасович Заливайка — дежурный пожарный за кулисами
- Захар Иванович — шофёр личной машины Обожаева
- Шура — смелый мальчик
- Чёрный котёнок, серый котёнок, три дрессированные собаки
- Олимпиада Никифоровна Тубо — хозяйка и дрессировщица собак
- Маша, Клаша, Саша — девицы, почитательницы тенора

## Из воспоминаний режиссёра
Георгий Натансон:

Посмотрев легендарный «Необыкновенный концерт», я пришёл к Сергею Владимировичу с предложением сделать кукольный фильм. «Ну что же, мне это интересно, — сказал он. — Давайте сделаем ироничный фильм о каком-нибудь певце». Это было время, когда поклонницы Лемешева и Козловского даже готовы были целовать след их шагов… В Венеции фильм получил Гран-при. Мне было 35 лет. Никто из наших режиссёров в таком возрасте подобной награды за рубежом тогда не получал. По «Мосфильму» поползли слухи: мол, фильм Натансону сделал Образцов. Конечно, Образцов был для меня учителем, давал консультации по сценарию, там играли актеры его театра, но на съёмках он ни разу не появился. По сути, это моя первая самостоятельная работа. И вообще, первый фильм с «живыми» куклами на руках.

## Награды и номинации
- 1956 — VIII МФ фильмов для детей и юношества в Венеции — почётный диплом;
- 1958 — I МФ кукольных и марионеточных фильмов в Бухаресте — диплом.